# Petra Vyštejnová
Petra Vyštejnová (* 12. listopadu 1990) je česká fotbalistka, která hraje jako obránkyně za Spartu Praha. Za českou reprezentaci odehrála v letech 2008 až 2021 celkem 82 zápasů, gól nevstřelila. Česko reprezentovala také ve futsalu.
Za Spartu začala hrát v roce 2003. V roce 2008 debutovala za seniorskou reprezentaci. Hrála i za reprezentaci do 19 let.